# Synagoga w Narewce
Synagoga w Narewce – nieistniejąca, drewniana synagoga znajdująca się w Narewce przy dzisiejszej ulicy Ogrodowej. 
Synagoga została zbudowana w połowie XIX wieku. Podczas II wojny światowej, po wkroczeniu w 1939 roku wojsk radzieckich do Narewki synagoga została przeznaczona na magazyn zboża. Sytuacja ta wzburzyła to religijnych Żydów, którzy w 1940 roku spalili bożnicę. Po zakończeniu wojny na jej miejscu wybudowano dom mieszkalny.
Drewniany budynek synagogi wzniesiono na planie prostokąta. We wschodniej części znajdowała się główna sala modlitewna, do której wchodziło się bezpośrednio z podwórza przez centralnie umieszczone drzwi na ścianie północnej. W zachodniej części znajdował się cheder, nad którym na piętrze znajdował się babiniec, na który prowadzilo osobne wejście i klatka schodowa. Całość była nakryta dachem dwuspadowym krytym gontem.